# 克特·克勒
克特·克勒（德語：Käthe Köhler，1913年11月10日—？），生于汉堡，德国女子跳水运动员。她曾代表德国参加1936年夏季奥林匹克运动会跳水比赛，获得女子10米跳台铜牌。